# Старово (Дмитровский городской округ)
Старово — деревня в Дмитровском районе Московской области, в составе сельского поселения Якотское. Население — 26 чел. (2010). До 2006 года Старово входило в состав Слободищевского сельского округа.

## Расположение
Деревня расположена в северо-восточной части района, на границе с Сергиево-Посадским, примерно в 20 км к северо-востоку от Дмитрова, на правом берегу реки Веля (левый приток Дубны), высота центра над уровнем моря 202 м. Ближайшие населённые пункты — Горбово на юго-западе и Пальчино, Сергиево-Посадского района, на юго-востоке. В 500м от южной окраины деревни проходит автодорога А108 (Московское большое кольцо).

## Население
| 2002 | 2006 | 2010 |
| ---- | ---- | ---- |
| 11   | ↗16  | ↗26  |